# Hell’s Kitchen (amerykański reality show)
Hell’s Kitchen (w TVN Style pod nazwą Piekielna kuchnia Gordona Ramsaya) – amerykański reality show, dotyczący gotowania, bazujący na brytyjskiej wersji programu o tym samym tytule. Program jest prowadzony przez Gordona Ramsaya. Premiera w USA miała miejsce 30 maja 2005 w stacji telewizyjnej Fox.

## Obsługa
Asystenci szefa
- MaryAnn Salcedo (zespół czerwonych) – sezony 1–3,
- Scott Leibfried (zespół niebieskich) – sezony 1–10,
- Gloria Felix (zespół czerwonych) sezony 4–5,
- Heather West (zespół czerwonych) sezon 6,
- Andi Van Willigan (zespół czerwonych) sezony 7–8.

Szef sali
- Jean-Philippe Susilovic sezony 1–7, 11;
- James Lukanik sezony 8–10.

## Różnice między wersją brytyjską a amerykańską
- Brytyjska wersja programu ma wersję VIP.
- Amerykańska wersja jest emitowana co tydzień, a wersja brytyjska emitowana codziennie.

Piosenka tytułowa nosi nazwę Fire i wykonuje ją zespół Ohio Players.

## Sezony
Premiera pierwszego sezonu w Stanach miała miejsce 30 maja 2005, a zakończyła się 1 sierpnia. W Polsce sezon ten był emitowany przez telewizję Polsat. Zwycięzcą został Michael Wray. Ramsay zaproponował mu pracę w jego restauracji w Londynie, którą przyjął, ale potem się rozmyślił. Wray pracuje obecnie w restauracji „Tatou” w Los Angeles. Drugi sezon rozpoczął się 12 czerwca 2006, a zakończył 14 sierpnia. W Polsce emitował ją Polsat, TV4 i kuchnia.tv. Zwycięzcą została Heather West. Została szefem kuchni Terra Rossa w Red Rock Resort Spa and Casino. Trzeci sezon rozpoczął się 4 czerwca 2007, a zakończył 13 sierpnia. W Polsce emitowany przez TVN Style. Zwycięzcą został Rahman „Rock” Harper. Czwarty sezon rozpoczął się 1 kwietnia 2008, a zakończył 8 lipca. W Polsce emitowany przez TVN Style od 18 czerwca. Zwycięzcą została Christina Machamer. Piąty sezon rozpoczął się 29 stycznia 2009. Sezon filmowany był równolegle z sezonem 4, w tej samej restauracji. Emitowany w TVN Style od 18 października. Zwycięzcą został Danny Veltri, pokonując tym samym Paulę DaSilva. Został szefem kuchni w hotelu Borgata w Atlatic City (USA) oraz otrzymał nagrodę pieniężną w wysokości 250 000 USD. Szósty sezon rozpoczął się 21 czerwca 2009. Zwycięzcą został Dave Levey. Otrzymał stanowisko szefa kuchni w restauracji Araxi w Whistler na czas trwania Zimowych Igrzysk Olimpijskich w 2010 roku. Emisja sezonu siódmego rozpoczęła się 1 czerwca 2010 roku. Konkurowało ze sobą 16 kucharzy. Nagrodą było stanowisko Executive Chef w restauracji Gordona Ramseya w Savoy Hotel (Londyn, Anglia). Sezon wygrała Holli Ugalde. Ósmy sezon rozpoczął się 22 września 2010. Nagrodą główną było stanowisko szefa kuchni w restauracji „L.A Market” w Los Angeles, która jest częścią JW Marriott, 250.000 USD. Zwyciężczynią 8 sezonu została Nona pokonując Russela. Sezon dziewiąty rozpoczął się 18 lipca, a zakończył się 19 września 2011 roku. Nagrodą główną była posada szefa kuchni w restauracji BLT Steak w Nowym Jorku. Zwycięzcą został Paul Niedermann pokonując Willa Lustberga. Emisja sezonu 10 rozpoczęła się 4 czerwca 2012 roku. Nagrodą główną była posada szefa kuchni w Gordon Ramsay Steak w hotelu Paris Las Vegas. Zwyciężyła Christina Wilson pokonując Justina Antiorio. Jedenasty sezon rozpoczął się 12 marca 2013 roku. Nagrodą główną była posada szefa kuchni w Gordon Ramsay Pub & Grill w Caesars Palace w Las Vegas.

## Lista sezonów i nagrody
| Nr sezonu | Rok emisji           | Tytuł sezonu        | Zwycięzca           | Nagroda                                                |
| --------- | -------------------- | ------------------- | ------------------- | ------------------------------------------------------ |
| 1         | 2005                 | –                   | Michael Wray        | Propozycja pracy z Ramsayem (odrzucona)                |
| 2         | 2006                 | –                   | Heather West        | Szef kuchni w Terra Rossa, Red Rock Resort             |
| 3         | 2007                 | –                   | Rock Harper         | Szef kuchni w Green Valley Ranch                       |
| 4         | 2008                 | –                   | Christina Machamer  | Staż w London West Hollywood                           |
| 5         | 2009                 | –                   | Danny Veltri        | Szef kuchni w Fornelletto, Borgata Hotel               |
| 6         | 2009                 | –                   | Dave Levey          | Szef kuchni w Araxi Restaurant, Whistler               |
| 7         | 2010                 | –                   | Holli Ugalde        | Staż w restauracji Ramsaya w Londynie (wizy odmówiono) |
| 8         | 2010                 | –                   | Nona Sivley         | Szef kuchni w LA Market, JW Marriott                   |
| 9         | 2011                 | –                   | Paul Niedermann     | Szef kuchni w BLT Steak, Miami                         |
| 10        | 2012                 | –                   | Christina Wilson    | Szef kuchni w Gordon Ramsay Steak, Las Vegas           |
| 11        | 2013                 | –                   | Ja’Nel Witt         | Nagroda odwołana (test narkotykowy)                    |
| 12        | 2014                 | –                   | Scott Commings      | Szef kuchni w Gordon Ramsay Pub & Grill, Las Vegas     |
| 13        | 2014                 | –                   | La Tasha McCutchen  | Szef kuchni w Atlantic City                            |
| 14        | 2015                 | –                   | Meghan Gill         | Szef kuchni w Atlantic City                            |
| 15        | 2016                 | –                   | Ariel Malone        | Szef kuchni w BLT Steak, Las Vegas                     |
| 16        | 2017                 | –                   | Kimberly-Ann Ryan   | Szef kuchni w Lake Tahoe                               |
| 17        | 2017–2018            | All Stars           | Michelle Tribble    | Szef kuchni w Hell’s Kitchen, Las Vegas                |
| 18        | 2019                 | Rookies vs Veterans | Ariel Contreras-Fox | Szef kuchni w Caesars Palace                           |
| 19        | 2021                 | Las Vegas           | Kori Sutton         | Szef kuchni w Hell’s Kitchen, Lake Tahoe               |
| 20        | 2021                 | Young Guns          | Trenton Garvey      | Szef kuchni w Gordon Ramsay Steak, Las Vegas           |
| 21        | 2022                 | Battle of the Ages  | Alex Belew          | Szef kuchni w Hell’s Kitchen, Atlantic City            |
| 22        | 2023                 | The American Dream  | Alex Belew          | Ponowne zatrudnienie w Atlantic City                   |
| 23        | 2023–2024            | The American Dream  | Brett Binninger     | Szef kuchni w Hell’s Kitchen, Caesars, Atlantic City   |
| 24        | 2024 (zapowiedziany) | TBA                 | TBA                 | TBA                                                    |